# Svensk-ryska gradmätningsexpeditionen till Spetsbergen 1899–1902

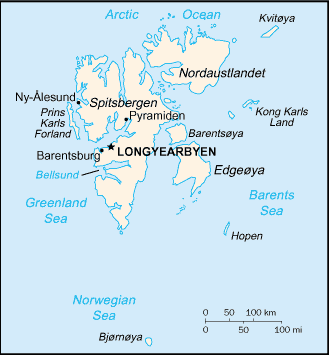
Karta över Svalbard

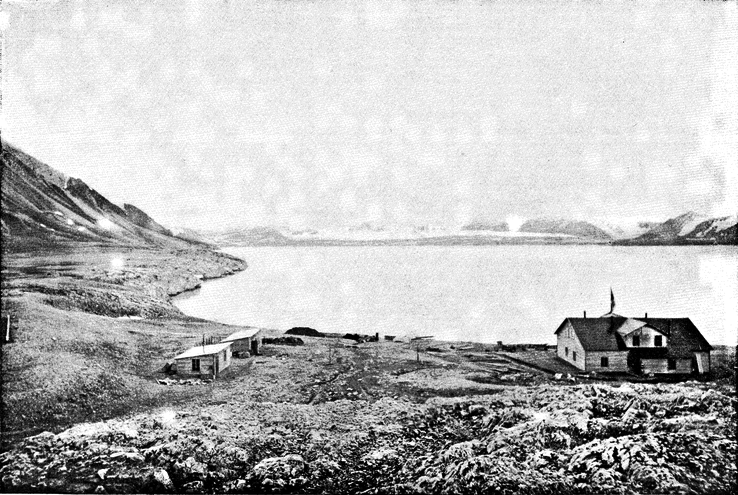
Den svenska expeditionsdelens övervintringsstation 1899–1900 Trerenberg vid Sorgfjorden

Svensk-ryska gradmätningsexpeditionen (engelska: Swedish-Russian Arc-of-Meridian Expedition) var en flerårig vetenskaplig forskningsexpedition till Svalbard åren 1899 till 1902. Expeditionen genomförde gradmätningar för att studera jordens krökning och form vid Nordpolen och utförde samtidigt en rad andra undersökningar. Expeditionen tog även de första fotografierna av norrskenet i arktiska trakter och var det första internationella samarbetsprojektet i Arktis.

## Planeringen

### Bakgrund
Sedan antiken har man vetat att jorden var rund. Eratosthenes (276–194 f.Kr.) är med rätta berömd för sin mätning av jordklotets storlek. Dock hävdade Isaac Newton på 1600-talet att jorden på grund av sin rotation borde vara något tillplattad vid polerna. 
En tidigt försök att mäta denna tillplattning gjordes 1736–1737 av en fransk gradmätningsexpedition som arbetade i Tornedalen under ledning av Pierre de Maupertuis. Åren 1816 till 1852 pågick sedan mätningarna av "Struves meridianbåge" där astronomen Friedrich Georg Wilhelm von Struve beräknade jordens storlek och form med hjälp av triangelmätningar. Denna mätning sträckte sig dock endast till Fuglenes vid Hammerfest i norra Norge. Om jorden var tillplattad, borde meridianbågens krökning avta närmare Nordpolen. 
Flera vetenskapsmän, däribland den svenske astronomen Georg Lindhagen, som var svärson till Friedrich von Struve, föreslog att man även borde göra gradmätningar norr om europeiska fastlandet, nämligen på Svalbard. Där kunde man mäta ytterligare 4 meridiangrader vilket skulle ge ett bättre resultat för Jordens tillplattning vid polerna.

### Förberedelser

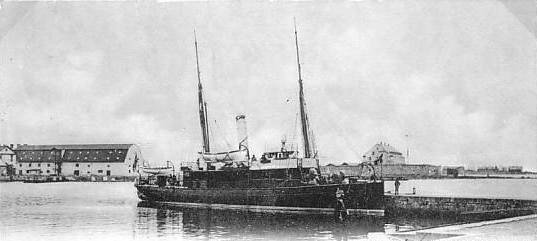
Kanonbåten.

På grund av de höga kostnaderna beslöt Sverige och Ryssland att genomföra ett gemensamt projekt. Efter att projektet godkänts av de svenska och norska regeringarna tillsattes särskilda kommittéer och svenska riksdagen och ryska regeringen beviljade till slut även nödvändiga medel till expeditionen. Expeditionen organiserades av Kungliga Vetenskapsakademien och Rysslands Vetenskapsakademi.
Storfurst Konstantin Konstantinovitj, som var ledare för den ryska kommittén, och Otto Wilhelm von Struve, chef för Pulkovo-observatoriet och Georg Lindhagens svåger, reste därefter till Stockholm inför den gemensamma planeringen. Den svenska kommittén leddes av kronprins Gustaf. Det bestämdes att expeditionen förutom gradmätningar även skulle göra magnetiska, meteorologiska, topografiska och geologiska undersökningar samt observera norrskenet.
Utrustningen inskaffades från hela Europa. För resan till Svalbard anlitades örlogsfartyg.
Den förberedande resan 1898 finansierades helt av svensken Gösta Mittag-Leffler.

### Expeditionens medlemmar

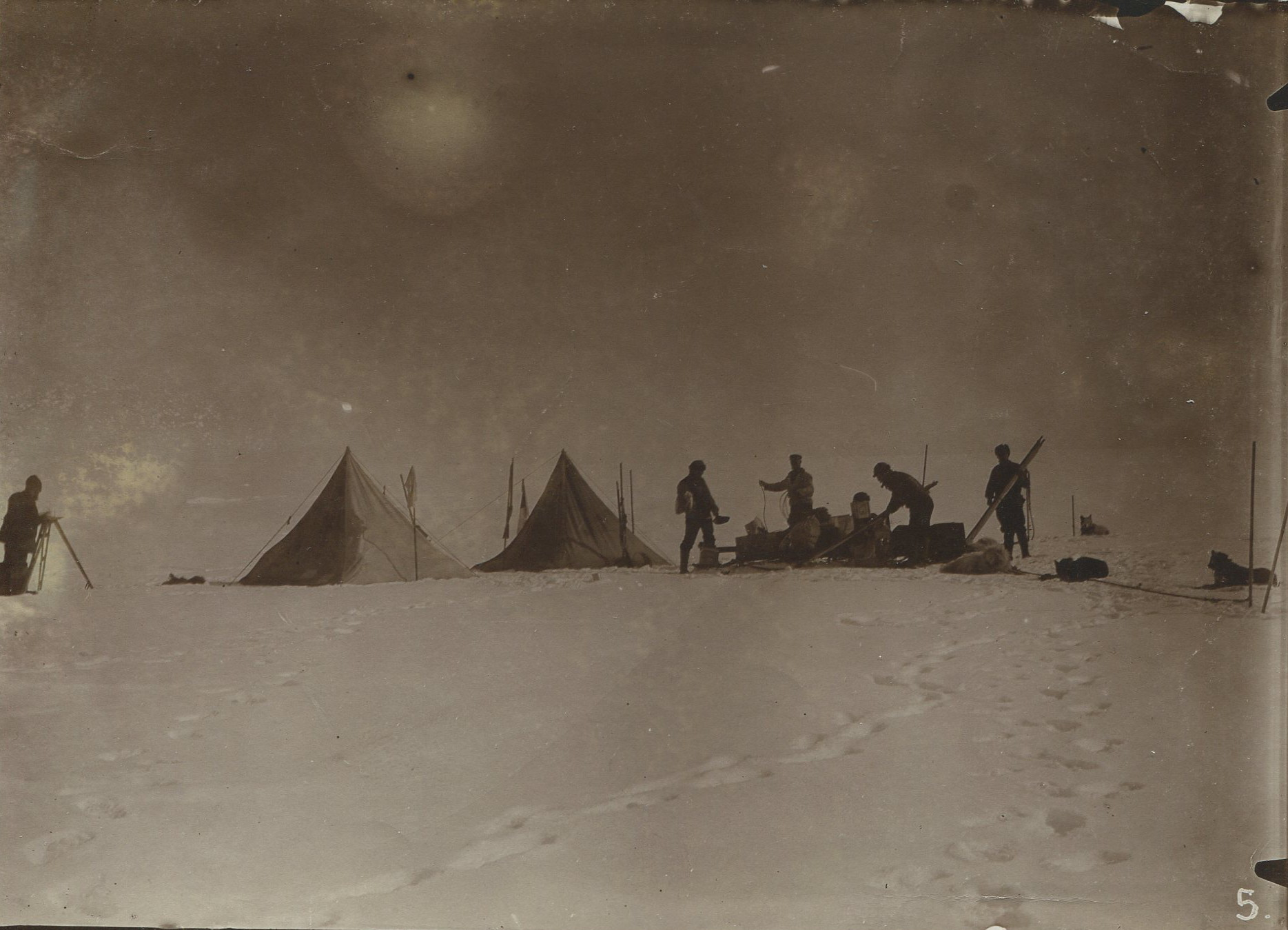
Deltagare i expeditionen i arbete

Expeditionens medlemmar varierade under de fem sommarsäsonger som expeditionen varade.
- Den svensk-norska avdelningen leddes av Edvard Jäderin. Bland medlemmarna fanns[3][9][4][10][11][6] [12][8][13]:
  - Edvard Jäderin, geodet
  - Helge Backlund, geolog och mineralog
  - H. C. Andersen Frænkel, ingenjör
  - Vilhelm Carlheim-Gyllensköld, fysiker
  - Gerhard De Geer, geolog och fotograf
  - Helmer Hanssen, slädhundsförare
  - N. C. Ringertz, militär och fotograf
  - Tryggve Rubin, geodet
  - Jonas Westman, meteorolog och geofysiker
  - Thorild Wulff, botaniker

- Den ryska avdelningen leddes av Tjernysjov. Bland medlemmarna fanns:
  - Feodosij Tjernysjov, geolog
  - D. D. Sergievskij, geolog
  - Josef Sýkora, astronom och fotograf
  - Alexander Bunge, läkare
  - Aleksej Ganskij, astronom

## Expeditionen

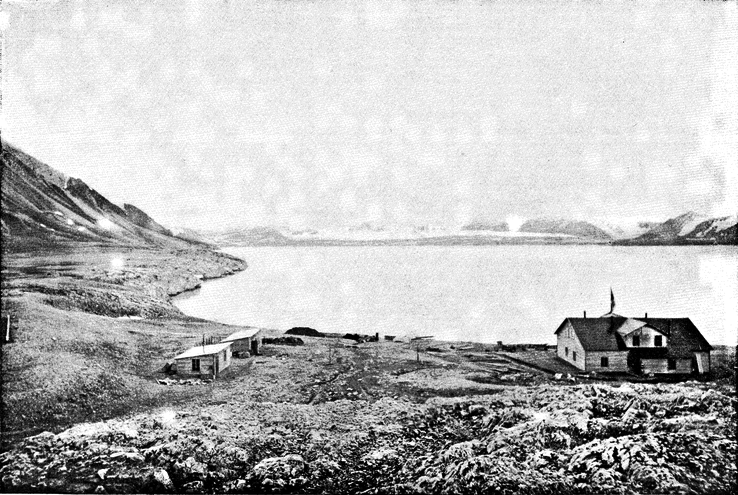
Svenska gradmätningsexpeditionens övervintringsstation i Treurenberg Bay (Sorgfjorden) vid Hinlopenstretet 1899–1900

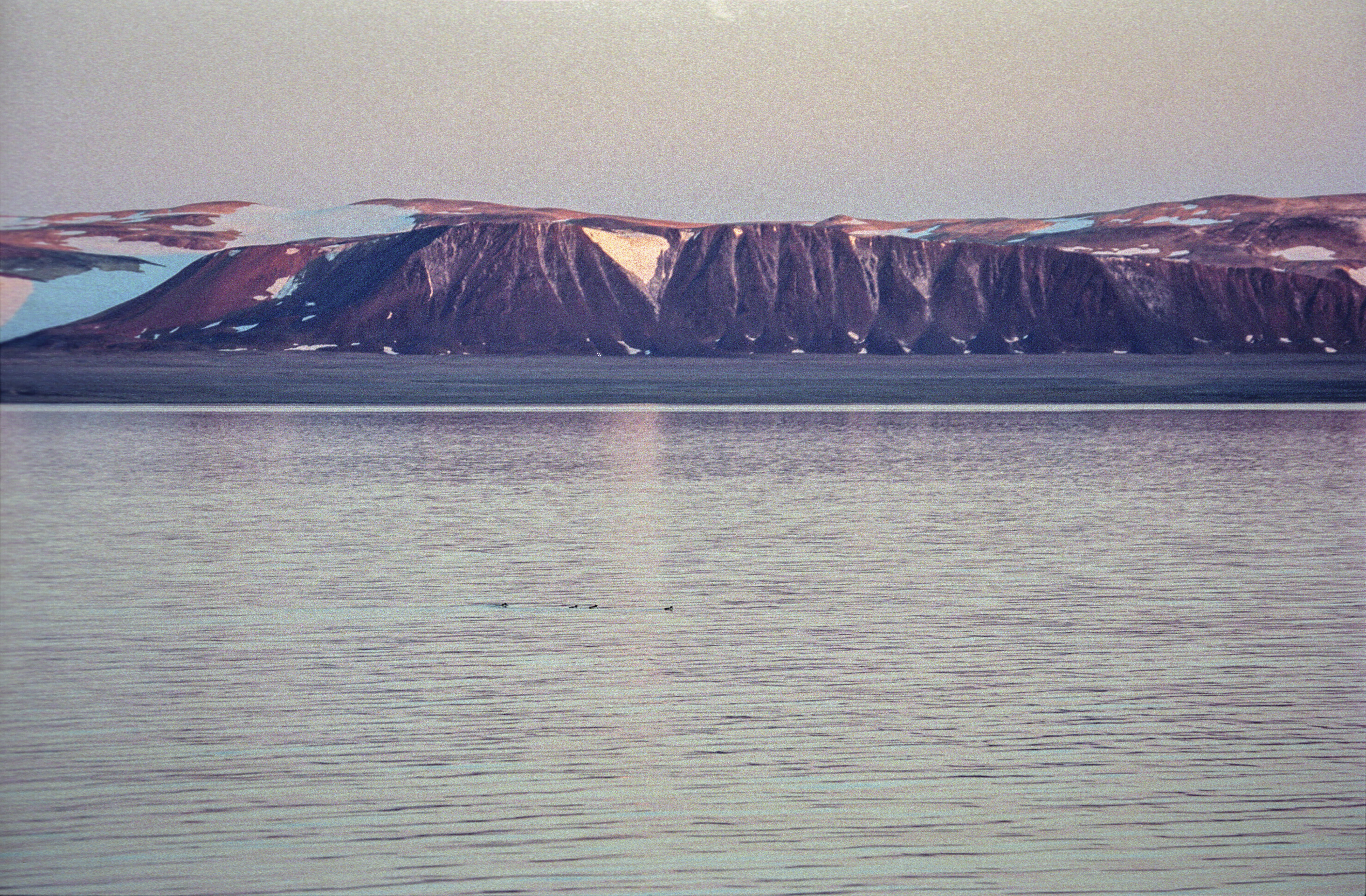
Området Hinlopenstretet

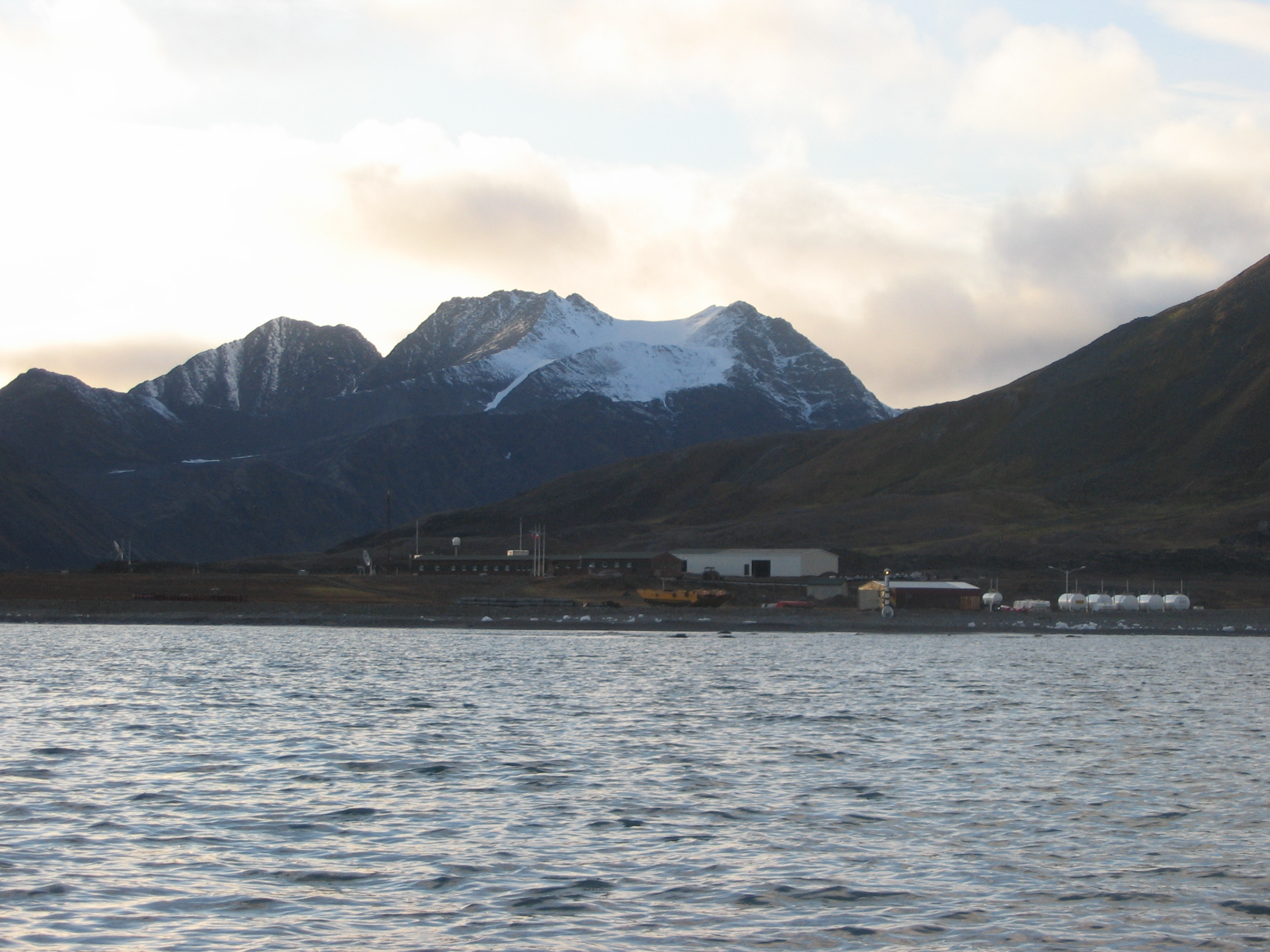
Området Hornsund

### 1898
Denna expedition under ledning av Jäderin utförde en del förberedande arbeten.
Under expeditionen ansvarade Carlheim-Gyllensköld främst för observationerna av norrskensfenomenen men utförde även geologiska mätningar, däribland beräknade han i juli ön Parryøyas latitud.

### 1899–1900
Denna expedition utgjorde huvuddelen i gradmätningsarbetet och övrig forskning och den svensk-norska delen leddes även denna gång av Jäderin.
Den 16 maj 1899 lämnade fartyget HMS Svensksund under kapten H. W. Hamilton hamnen i Karlskrona mot Stockholm där expeditionen gick ombord. De sista fartygen lämnade Stockholm den 10 juni. Sedan gick färden via Köpenhamn, Trondheim och Tromsø där man sammanstrålade med de ryska fartygen. Den 25 juni lämnade hela konvojen om sammanlagd 5 fartyg Tromsø med kurs mot Svalbard.
Framme vid Spetsbergen kryssade man förbi Advent Bay, Danskön, Nordöarna, Red Bay, Magdalena Bay, South Gatt, Liefde Bay, Wood Bay och Wiedje Bay tills fartyget den 20 juli ankrade vid Crozierpynten vid Treurenburgbukten (Sorgfjorden) i Hinlopenstretets sydöstra del. Man beslöt att bygga den svenska expeditionens övervintringsplats här. Områdets geografiska koordinater är 79°55′01″N 16°50′03″Ö / 79.91694°N 16.83417°Ö. Fartyget återvände därefter till Karlskrona dit det anlände den 13 oktober.
Den ryska avdelningen lämnade Ryssland ombord på fartyget "Bakan". Vid ankomsten till Spetsbergen anlades övervintringsplatsen vid Konstantinovka på Gåshamna vid Hornsundet. Under denna resa medföljde De Geer den ryska expeditionen. Områdets geografiska koordinater är 76°56′03″N 15°52′09″Ö / 76.93417°N 15.86917°Ö.
De båda övervintringsstationerna bestod av flera byggnader till såväl forskningsändamål, förråd och bostadsdelar.
Gradmätningarna utfördes genom triangulering av punkter på olika bergstoppar som bildade en kedja. Om ett meridiansegment vid en punkt på latituden var längre än motsvarande punkt längre söderut visade detta att krökningen minskade mot Nordpolen. Mätpunkterna sträckte sig i en rak linje från Vesle Tavleøya bland Sjuöarna i norr till Keilhaufjellet på Sørkapp Land i södra Spetsbergen och omfattade över 4 ° breddgrader (4° och 13’ latituder).
Den svenska avdelningen ansvarade för mätningen i den norra delen av området och den ryska avdelningen för den södra delen. När svenskarna i augusti satte upp ett 3,5 m högt mätröse på Chydeniusfjella på norra Spetsbergen kunde ryssarna se röset från sin meteorologiska observationsstation vid Kapp Lee på Edgeøya. Det skulle dock dröja ytterligare två år till alla mätpunkter i kedjan var klara.
Den 8 maj 1900 lämnade HMS Svensksund under kapten M. von Krusenstierna åter Karlskrona och anlände till Spetsbergen kring juli för att plocka upp den svenska expeditionen och man återkom till Stockholm den 6 oktober.
Expeditionens uppdrag skulle varit utförd under denna resa men svåra väderförhållanden framför allt kring Hinlopenstretet fördröjde forskningsarbetet och ytterligare expeditioner behövdes för att slutföra mätningarna.

### 1901–1902
Denna expedition utförde kompletterande gradmätningsarbeten och bestod även denna gång av ryska och svenska forskare. Den svenska avdelningen reste med fartyget "Antarctic" och leddes denna gång av de Geer. Fartyget hade motvilligt hyrts ut av Otto Nordenskjöld.
De ryska mätningarna kunde fullbordas 1901. Expeditionen genomfördes under sommarperioden och återkom till Stockholm den 20 september.
1902 avgick ytterligare en svensk expedition under ledning av Rubin som nu kunde slutföra mätningarna under sommarperioden.

## Resultat

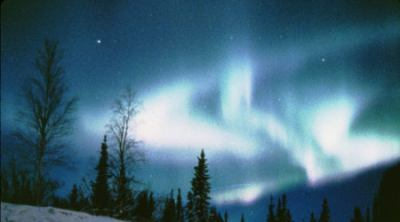
Westman och Sykora tog de första bilderna av norrsken i arktiska trakter

Expeditionen genomförde de första omfattande studier av norrskenet i arktiska trakter vilket gav nya insikter om fenomenet, samtidigt tog fotograferna Josef Sykora och Jonas Westman även de första fotografierna i Arktis av naturfenomenet.
De insamlade data bearbetades i flera år och resultaten publicerades i omgångar. Mätningarna bevisade att jorden inte är helt rund utan tillplattad vid polerna.
Expeditionen kartlade även stora delar av Spetsbergens hittills okända inre.
Ringertz och de Geers fotografier gav även ett stort arkiv av bilder som underlag till senare forskning.
Medier i hela världen rapporterade om den mångnationella arktiska expeditionens framgångar, arbete och svårigheter.
Den svenska regeringen belönade de ryska forskarna med Kungl. Nordstjärneorden och Mittag-Leffler belönades med kejs. Ryska Sankt Stanislausorden.